# Lost in Blue: Shipwrecked
Lost in Blue: Shipwrecked – komputerowa gra przygodowa opracowana przez Hudson Soft i opublikowana przez Konami na konsolę Wii. Po raz pierwszy została wydana w Japonii, a później – w Ameryce Północnej.